# Ollie Hairs
Oliver James Hairs (bekannt als Ollie Hairs; * 14. April 1991 in Redhill, Vereinigtes Königreich) ist ein schottischer Cricketspieler, der seit 2010 für die schottische Nationalmannschaft spielt.

## Kindheit und Ausbildung
Hairs besuchte die Merchiston Castle School in Edinburgh und durchlief die Altersklassen-Nationalmannschaften für Schottland.

## Aktive Karriere
Haris absolvierte sein ODI-Debüt für Schottland bei der ICC World Cricket League Division One 2010 gegen die Niederlande. Die Einsätze dort sollten jedoch für viele Jahre die einzigen in der Nationalmannschaft bleiben. Erst im September 2019 kam er bei einem Drei-Nationen-Turnier in Irland mit seinem Twenty20-Debüt gegen die Niederlande wieder zurück ins Team. Dort erhielt er in der Folge vereinzelte Einsätze. Er wurde für den ICC Men’s T20 World Cup 2021 nominiert, erhielt jedoch keine Einsätze. In der Qualifikation für die Twenty20-Weltmeisterschaft 2024 erzielte er gegen Deutschland ein Fifty über 73 Runs und gegen Italien ein Century über 127* Runs aus 53 Bällen, wofür er jeweils als Spieler des Spiels ausgezeichnet wurde. Daraufhin wurde er für den Kader für den ICC Men’s T20 World Cup 2024 nominiert, erhielt dort jedoch keinen Einsatz.